# Muhammed Rashid
Muhammed Rashid  (sinh ngày 1 tháng 11 năm 1993) là một tiền vệ bóng đá người Ấn Độ từ Wayanad hiện tại thi đấu cho Gokulam Kerala F.C. ở I-League.